# رود پیلیسا
رود پیلیسا رودی است که به ویستولا می‌ریزد. این رود از کشور لهستان می‌گذرد.